# Alexandr Bekétov
Alexandr Vladímirovich Bekétov (en ruso: Александр Владимирович Бекетов; Voskresensk, 14 de marzo de 1970) es un deportista ruso que compitió en esgrima, especialista en la modalidad de espada.
Participó en los Juegos Olímpicos de Atlanta 1996, obteniendo dos medallas oro en la prueba individual y plata por equipos (junto con Pavel Kolobkov y Valeri Zajarevich).

## Palmarés internacional
| Juegos Olímpicos | Juegos Olímpicos         | Juegos Olímpicos | Juegos Olímpicos   |
| Año              | Lugar                    | Medalla          | Prueba             |
| ---------------- | ------------------------ | ---------------- | ------------------ |
| 1996             | Atlanta (Estados Unidos) | Medalla de oro   | Espada individual  |
| 1996             | Atlanta (Estados Unidos) | Medalla de plata | Espada por equipos |